# Petrolia (Ontario)
Petrolia ist eine Stadt im Lambton County in der kanadischen Provinz Ontario mit 5742 Einwohnern und dem Status einer Lower Tier (untergeordneten Gemeinde).

## Geographie
Die Städte Sarnia und London befinden sich 30 Kilometer entfernt im Nordwesten bzw. 70 Kilometer entfernt im Osten. In Petrolia kreuzen sich die Verbindungsstraßen Ontario Highway 4 und Huron County Road 21. Die Entfernung zum Südufer des Huronsees beträgt 20 Kilometer.
Petrolia ist vollständig umgeben von der Gemeinde Enniskillen umgeben.

## Geschichte
Petrolia hieß ursprünglich Petrolea, aber der Name wurde aufgrund eines Schreibfehlers geändert. Sowohl der ursprüngliche als auch der aktuelle Name spiegeln die Entdeckung von Öl in der Region wider. Als im Jahr 1858 im zehn Kilometer südlich gelegenen Oil Springs zufällig Öl gefunden wurde, war dies der Beginn des Ölbooms in Nordamerika. 1861 wurde auch Öl im heutigen Petrolia gefunden. Da die Quellen dort ergiebiger als in Oil Springs waren, verlagerten sich die Förderaktivitäten dorthin und Petrolia entwickelte sich schnell zu einem Zentrum der Ölförderung. Die Stadt wurde sehr wohlhabend und erzielte zeitweise das höchste Pro-Kopf-Einkommen in Kanada. Als Zeugnis für diesen Reichtum sind noch immer viele beeindruckende öffentliche Gebäude in der Stadt zu sehen. Zu diesen Gebäuden von historischen Wert gehört auch die 1887 bis 1889 erbaute Victoria Hall, welche am 28. November 1975 zur National Historic Sites of Canada in Ontario erklärt wurde. Da die Entwicklung der Ölproduktion durch das Fehlen einer Eisenbahnlinie behindert wurde, bauten die Bürger in Eigenregie eine Eisenbahnstrecke, die sich bereits in den ersten sechs Monaten des Betriebs amortisierte. Die offizielle Stadtgründung erfolgte 1866. In den 1860er und 1870er Jahren wurden zahlreiche Raffinerien gebaut. Als jedoch der Marktführer Imperial Oil 1898 seine Hauptaktivitäten nach Sarnia verlegte, begann ein wirtschaftlicher Abschwung in Petrolia. Einige kleinere Fördereinrichtungen sind jedoch noch heute in Betrieb. Zur Erinnerung an boomende Ölförderzeiten nennt sich Petrolia Canada’s Victorian Oil Town.

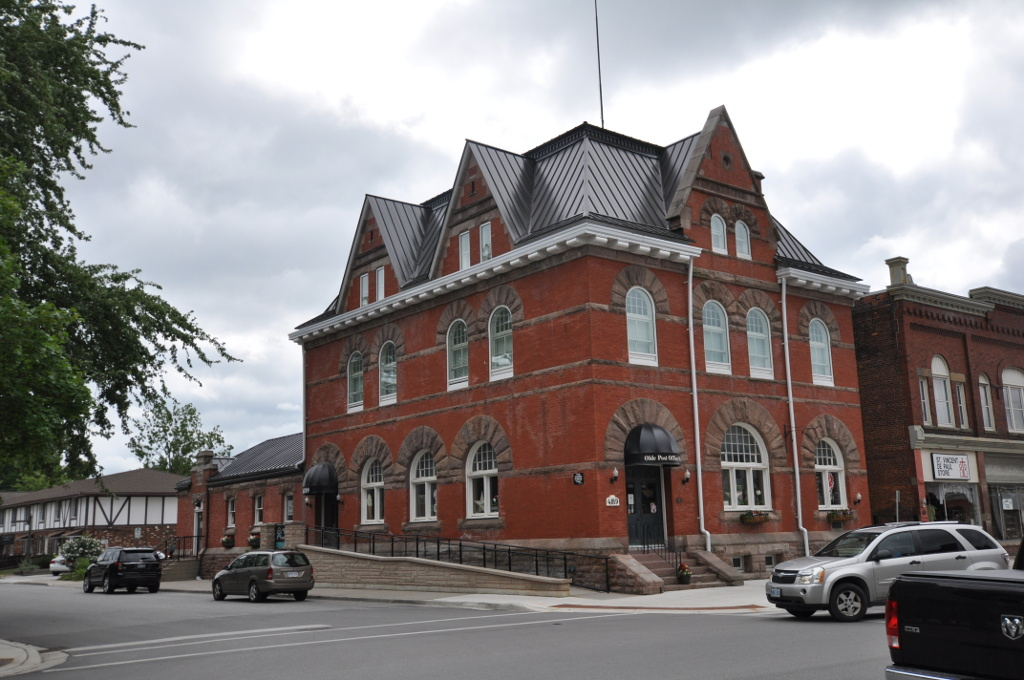
Historisches Postamt

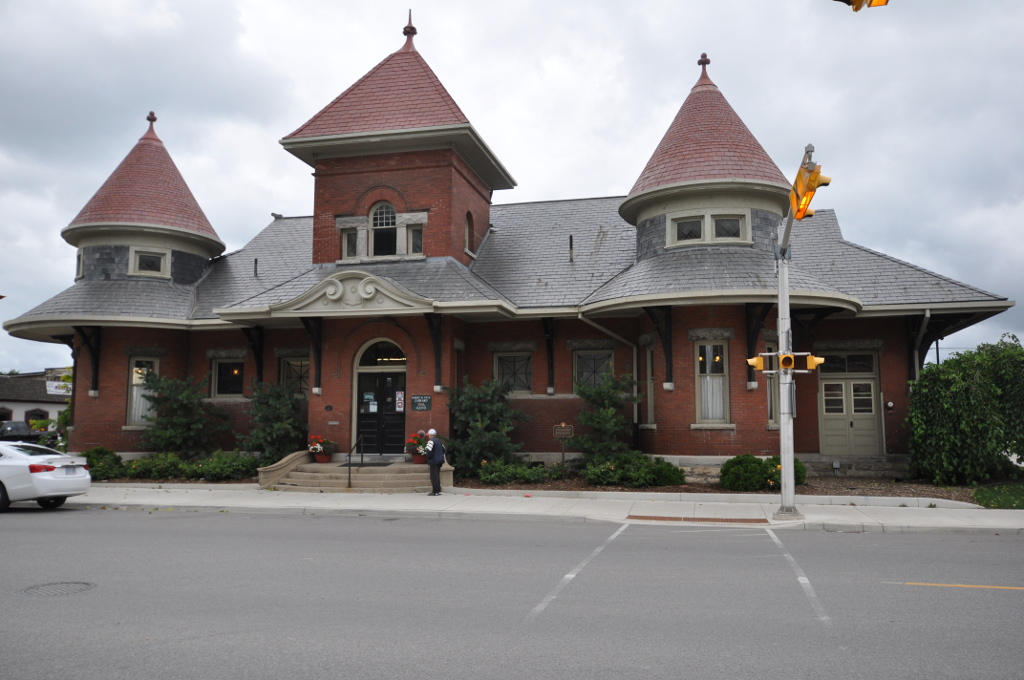
Petrolia Public Library (Bibliothek),
ehemals Bahnhof

## Söhne und Töchter der Stadt
- John Van Boxmeer (* 1952), Eishockeyspieler
- Bobby Gould (* 1957), Eishockeyspieler, -trainer und -funktionär
- Dave Hunter (* 1958), Eishockeyspieler
- Dale Hunter (* 1960), Eishockeyspieler
- Mark Hunter (* 1962), Eishockeyspieler, -trainer und -funktionär
- Jody Hull (* 1969), Eishockeyspieler
- Michael Leighton (* 1981), Eishockeytorwart

Weitere Persönlichkeiten, die dem Ort verbunden sind:
- William Henry McGarvey (1843–1914), Ölpionier